# جون دايسون
جون دايسون (بالإنجليزية: Jon Dyson)‏ (18 ديسمبر 1971 في المملكة المتحدة - ) هو لاعب كرة قدم بريطاني في مركز الدفاع. لعب مع هدرسفيلد تاون ونونيتون بورو ‏ وFarsley Celtic F.C. ‏.

## وصلات خارجية
- جون دايسون على موقع قاعدة بيانات كرة القدم.إي يو (الإنجليزية)
- جون دايسون على موقع Soccerbase.com (لاعب) (الإنجليزية)